# Mînâkshî
Mînâkshî (ou Meenakshi en anglais, मीनाक्षी (Mīnākṣī / Minakshi) en sanskrit et மீனாட்சி (Mīnāṭci / Minatchi) en tamoul) est, dans l'hindouisme, une princesse-déesse femme de Shiva. Son nom signifie yeux akshi de poisson mina. Selon une légende, elle est née avec des yeux de poisson (c'est-à-dire toujours grand ouverts, symbole de sa conscience éveillée), une légère odeur de poisson et un troisième sein. Toutes ces singularités ont disparu lorsqu'après maintes batailles victorieuses, elle a rencontré son futur mari.
Elle est tutélaire de Madurai en Inde du Sud, où un temple lui est consacré et où un festival grandiose célèbre chaque année son mariage. 
Élevée en guerrière émérite, elle régna à la suite de son père, conquérant le « monde entier » jusqu'au jour où, parvenue devant Shiva, dans les Himalayas, elle fut envahie de timidité et d'une réserve féminine face à son époux, le Grand Yogi, Shiva. 
Ce mythe est parfois interprété comme reflétant la volonté de l'orthodoxie brahmanique de soumettre le Sud dravidien de l'Inde, dont l'un des aspects – et non des moindres – était le statut d'égalité des hommes et des femmes[réf. nécessaire].

## Minakshi Devi
Elle porte également le nom de Minakshi Devi. Comme marque de respect, son nom complet est Śrī Mînâkshî Devî. 
Tout comme ceux des poissons, les yeux de Minakshi Devi sont toujours ouverts, scrutant l'âme de ses fidèles.